# Carlo Canevale
Carlo Canevale (* um 1625 in Lanzo d’Intelvi; † um 1690 ebenda) war ein italienisch-österreichischer Architekt.
Carlo Canevale stammte aus einer italienischen Baumeisterfamilie aus Como. Er wird 1650 Bauführer der Stiftskirche Waldhausen in Oberösterreich gewesen sein. In Wien baute er die Servitenkirche, das Deutschordenshaus und die Deutschordenskirche, die Mariensäule am Hof und die Stiftskaserne. Gemeinsam mit Domenico Carlone führte er ab 1660 den Umbau von Schloss Petronell zu einer regelmäßigen, vierflügeligen Anlage durch.
1683 flüchtete Canevale mit seiner Frau Magdalena auf Grund der drohenden Türkengefahr und kehrte nicht mehr nach Wien zurück. Der Hausrat wurde aufgeteilt und teilweise seinem zurückgelassenen Sohn Paul Anton übergeben.